# 辽阳广播电视台
辽阳广播电视台，是中华人民共和国遼寧省辽阳市的市级广播電視台，创办于1985年5月1日。